# Renault S 45 / S 53 / S 105
Les S 45, S 53 et S 105 sont des autocars de ligne interurbaine, périurbaine, scolaire et tourisme fabriqués et commercialisés par les constructeurs 
français Saviem puis Renault Trucks de 1964 à 1993. Dès 1978, Renault appose son logo sur la calandre et modifie pour la même occasion la face avant ainsi que d'autres éléments intérieurs. Ils seront ainsi nommés S 45 R, S 53 R et S 105 R (R pour Renault).
Ils seront lancés avec un moteur Fulgur ou MAN ayant tous six cylindres en ligne, couché dans l'empattement au centre du véhicule sous le plancher. Aucun de ces moteurs ne sera conforme aux normes européennes de pollution qui n'ont été mises en place qu'en octobre 1990. Ils seront produit en France à Annonay.
Ils remplacent le Saviem SC1 et seront remplacés principalement par les Renault Tracer et Renault FR1.

## Historique
En 1964, le Saviem lance son premier autocar, le S 45. En réalité, ce n'est qu'une ultime évolution du vieil autocar Renault R4190. Décliné en version 53 places (S 53) et autobus urbain (S 105) il est disponible avec deux moteurs, l'un essence français développant 150 ch et l'autre Diesel acheté à l'allemand MAN développant 165 ch. Par rapport à son aîné, il se dote d'une face avant modernisée avec des projecteurs rectangulaires et d'une boîte à 6 vitesses.
Les S 45, S 53 et S 105 seront fabriqués entre 1964 et 1993 et succèdent au Saviem ZR20. Ils seront remplacés par les Renault Tracer et Renault FR1.

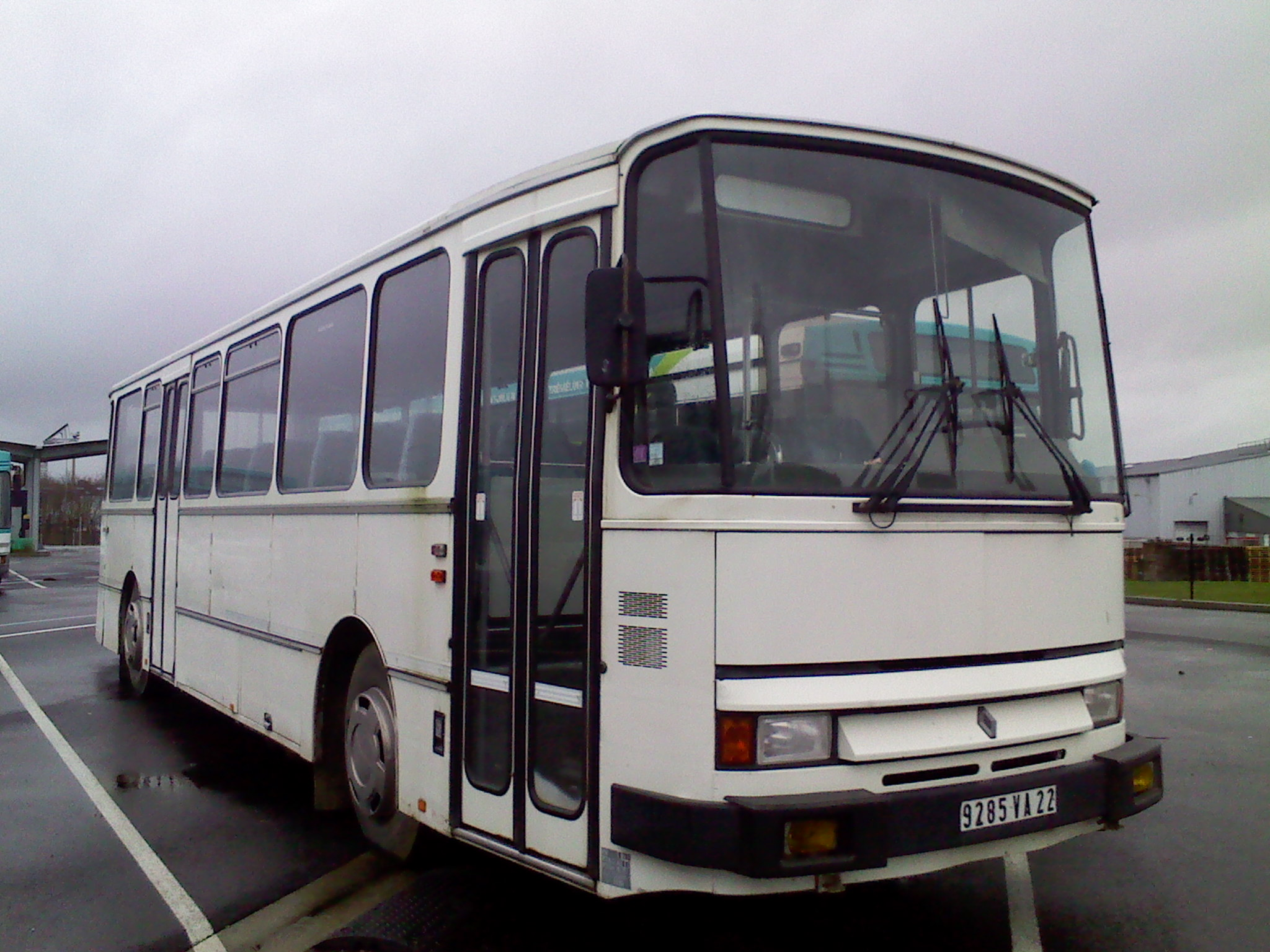
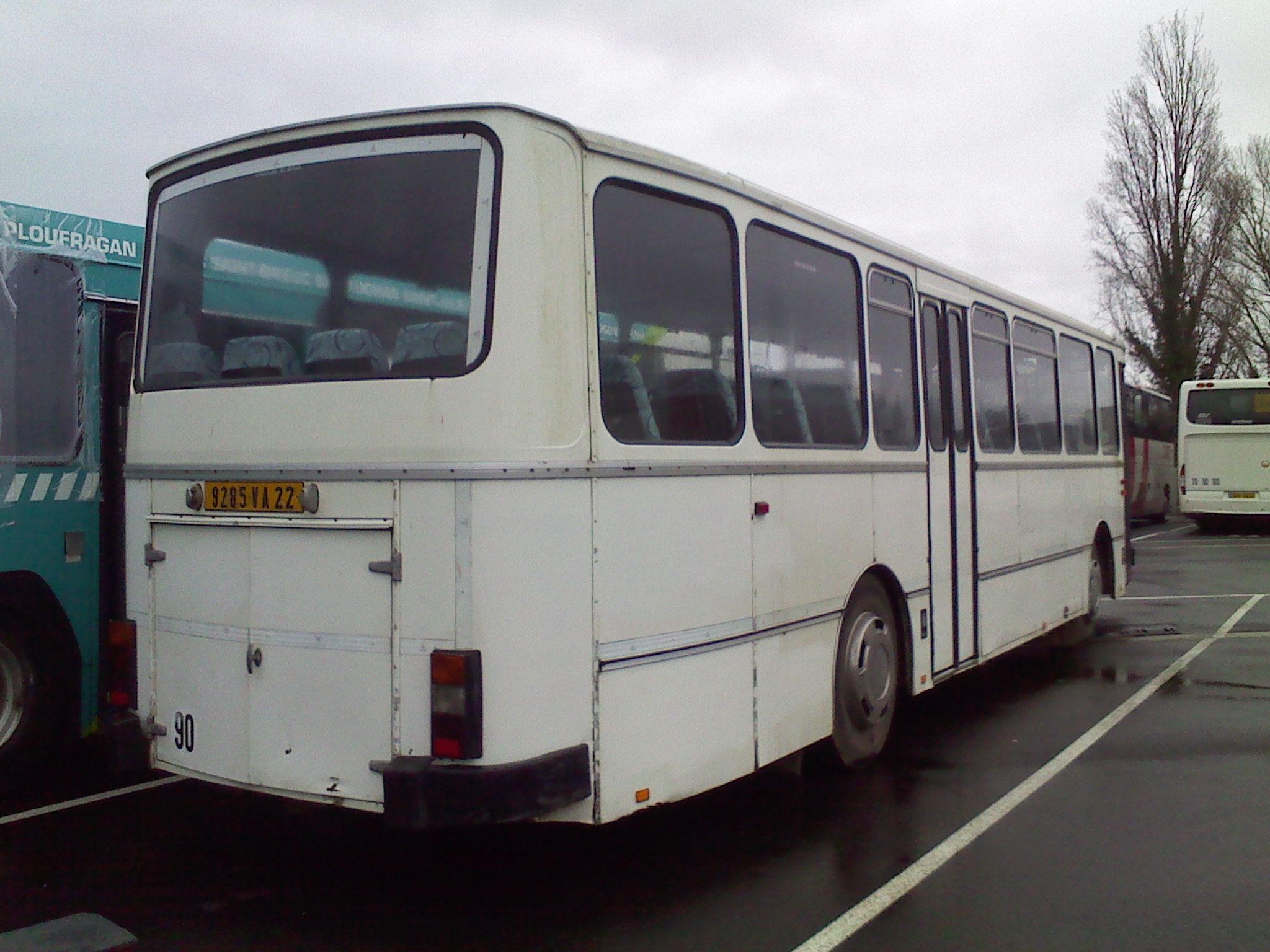
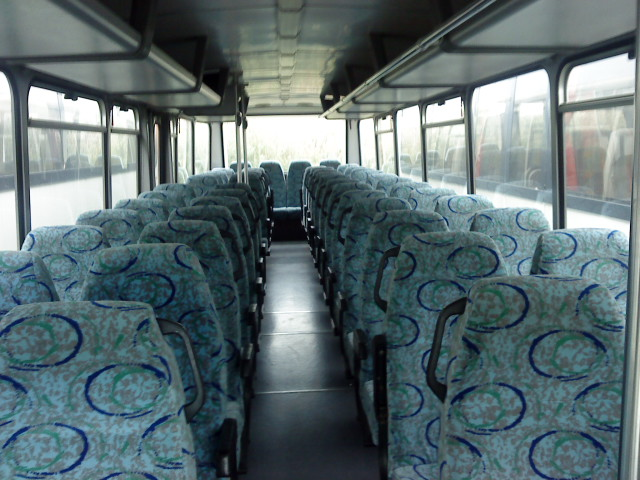
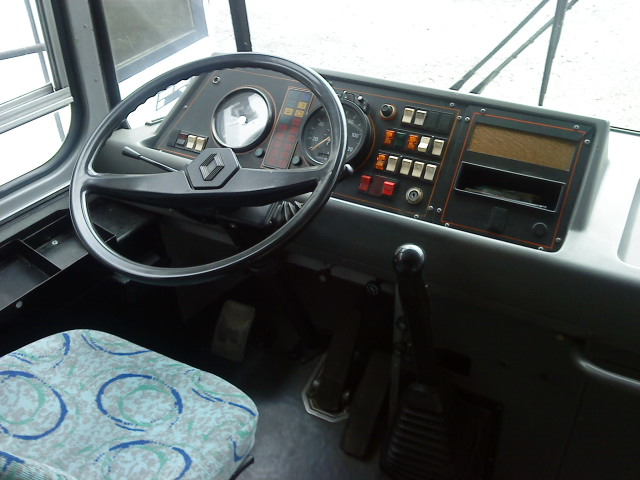

### Sous la marque Saviem(1964 - 1977)

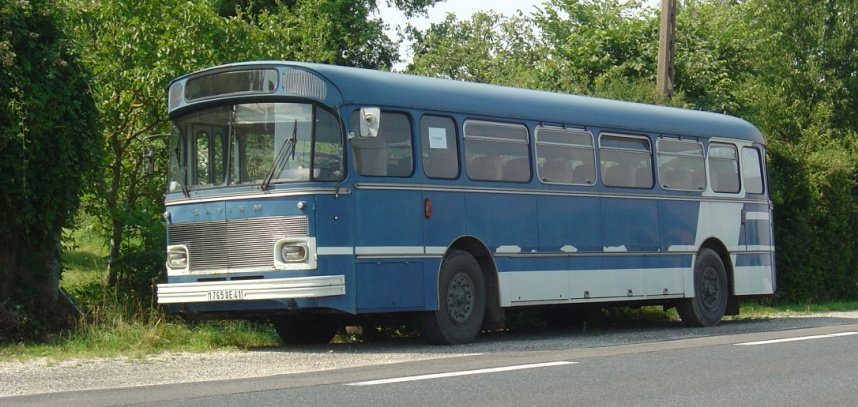
Un Saviem S 45

En octobre 1964, au Salon de Paris, Saviem présente le S 45 (45 places). Celui-ci existe également en version 53 places (S 53) ainsi qu'en 105 places (S 105).
Différentes versions verront le jour allant du modèle pour du transport scolaire jusqu'à la version tourisme.

### Sous la marque Renault(1977 - 1993)

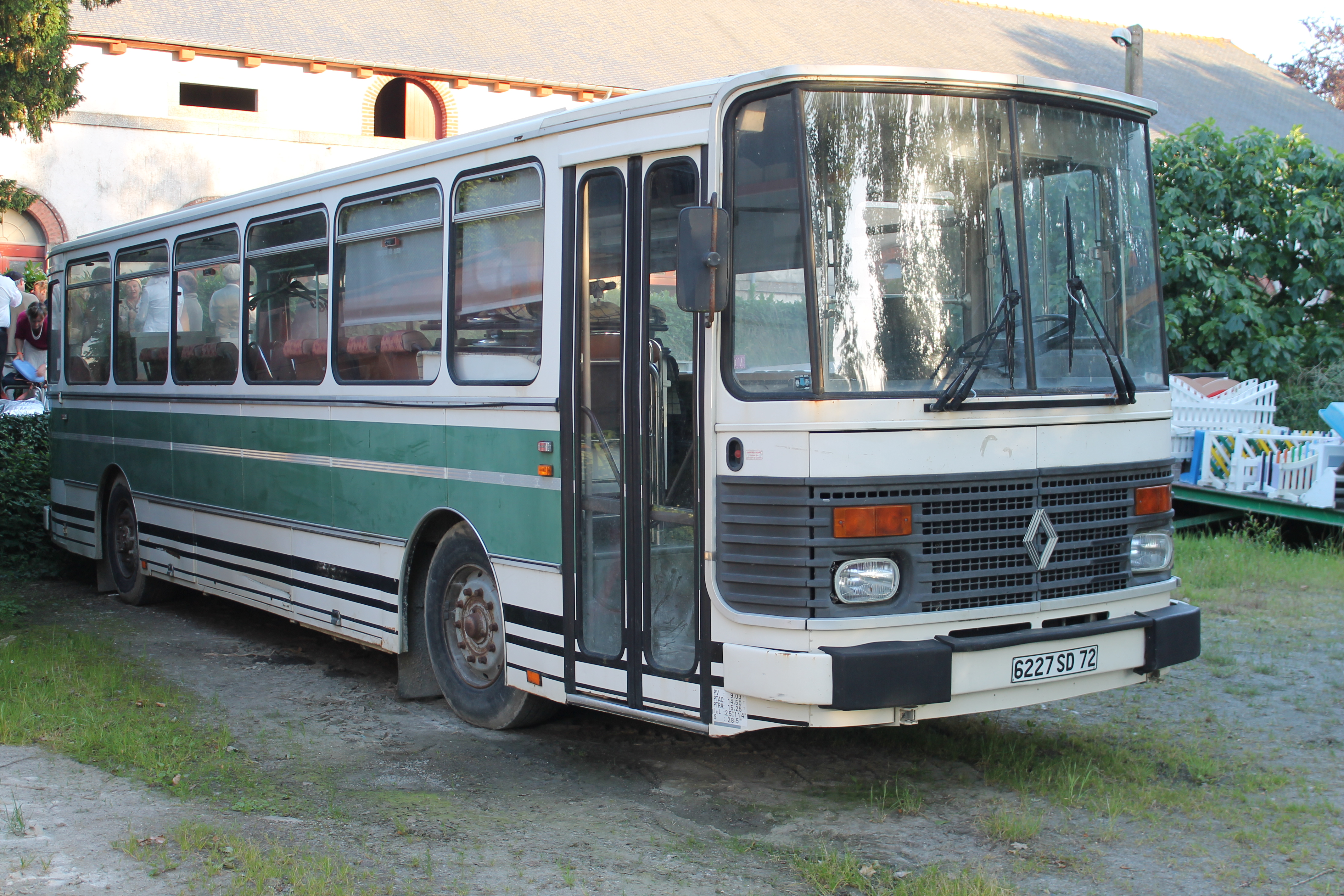
Un Renault S 53 R.

En septembre 1977, Renault Trucks rachète Saviem et continue la production des S 45, S 53 et S 105. Ils seront ainsi nommés S 45 R, S 53 R et S 105 R (R pour Renault). Ils recevront une nouvelle face avant avec une calandre élargie en plastique noir, un toit plat et des baies vitrées agrandies en hauteur. Quelques éléments du tableau de bord seront également modifiés.
En juillet 1987, les modèles seront modernisés, avec de nouveaux feux avant et une calandre de la même couleur que la carrosserie. Ils seront nommés S 45 RX, S 53 RX et S 105 RX.
La gamme sera arrêtée début octobre 1993, mettant ainsi fin à 44 années d'existence du modèle. Ils laissent alors la place au Tracer lancé en 1991.

### Résumé des S 45 / S 53 / S 105
- Octobre 1964 : lancement des modèles sous la marque Saviem et présentation officielle au Mondial Paris Motor Show.
- Fin 1964 : commercialisation des modèles.
- 1977 : lancement et commercialisation des modèles R, sous la marque Renault Trucks.
- Juillet 1987 : lancement et commercialisation des modèles RX, sous la marque Renault Trucks.
- Octobre 1993 : arrêt définitif des modèles.

| Générations                                        | Production | Dérivés de chez Saviem / Renault | Modèles similaires |
| -------------------------------------------------- | ---------- | -------------------------------- | ------------------ |
| Saviem S 45 / S 53 / S 105 (1964 - 1977)           |            | Saviem E7                        | Berliet PR 14      |
| Renault S 45 R / S 53 R / S 105 R (1977 - 1987)    |            | Renault E7 ; Renault PR 14       |                    |
| Renault S 45 RX / S 53 RX / S 105 RX (1987 - 1993) |            | Renault PR 14 ; Renault Tracer   |                    |

## Modèles
- Version d'origine

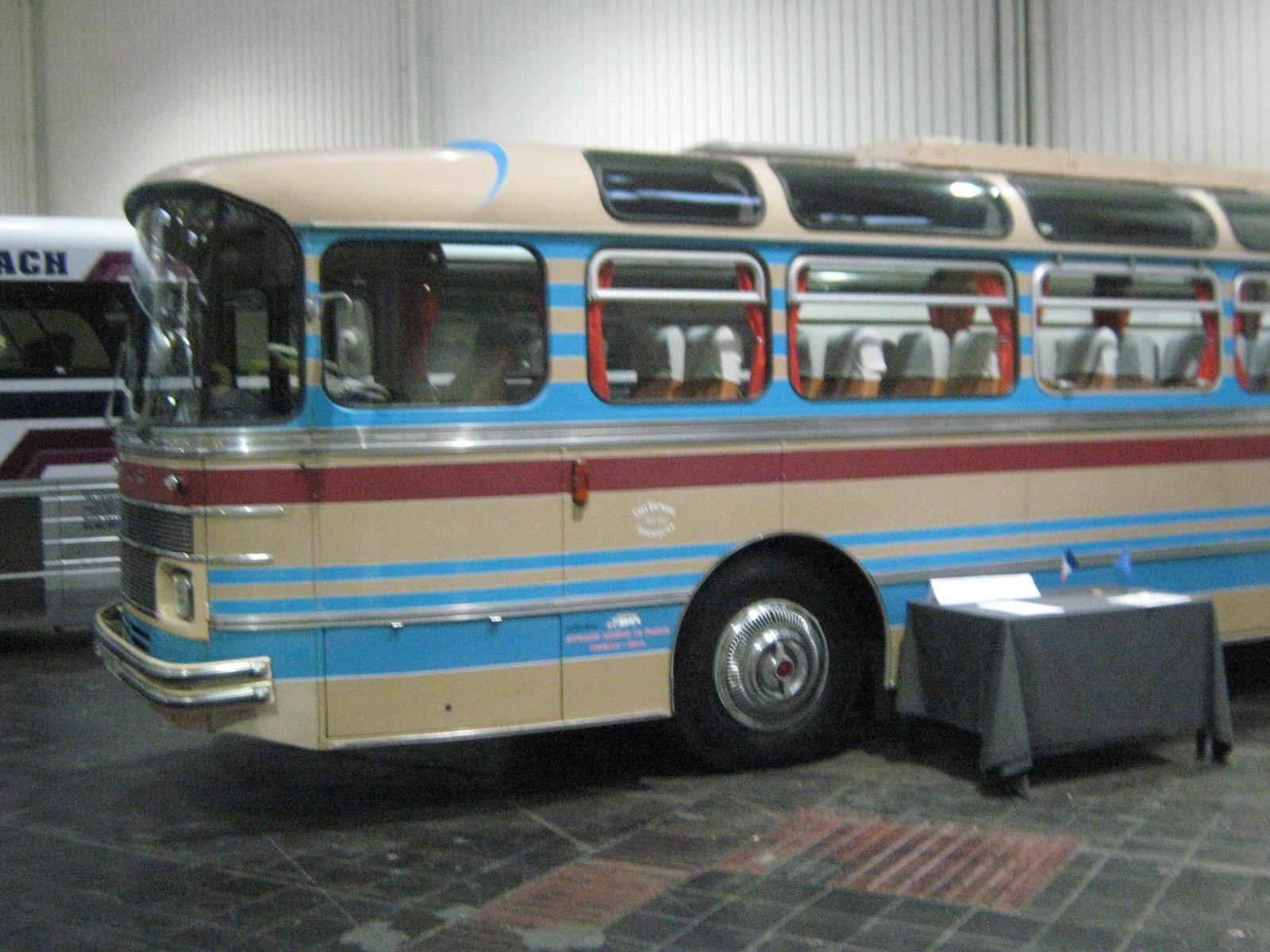
S 45 GT (Grand Tourisme). On peut distinguer les ouvertures vitrées du toit panoramique.

  - S 45 : version 45 places assises (d'où son nom). Cette version fait 10 mètres de long.
  - S 45 GT : gamme Grand Tourisme uniquement sous la marque Saviem. Son successeur sera le Renault FR1.
  - S 53 : version 53 places assises (d'où son nom). Cette version fait 12 mètres de long.
  - S 105 : version urbaine de 105 places totales (d'où son nom). Cette version fait 12 mètres de long et possède un aménagement intérieur qui permet aux passagers de rester debout.
- Version R : restylage de 1977, uniquement sous la marque Renault. Elle peut être en version 45, 53 ou 105 places.
- Version RX : restylage de 1987, uniquement sous la marque Renault. Elle peut être en version 45, 53 ou 105 places.
- Type M

- Gamme PG 45 / PG 53 / PG 105 / PGU 180 :

Ces véhicules ressemblent aux modèles ci-dessus dont ils reprennent en grande partie la caisse. Ils se distinguent par des roues arrière jumelées. On trouve, dans la gamme PG les versions 45, 53, 105 et 180, voire un 45 articulé. Il s’agit en fait d’éléments de carrosserie d’autocars RVI montés sur un châssis de camion dont le moteur est situé à l’avant. Ces véhicules ont été développés par Heuliez Bus pour être utilisés sur les pistes africaines et adaptés aux surcharges coutumières de ces pays.

## Caractéristiques

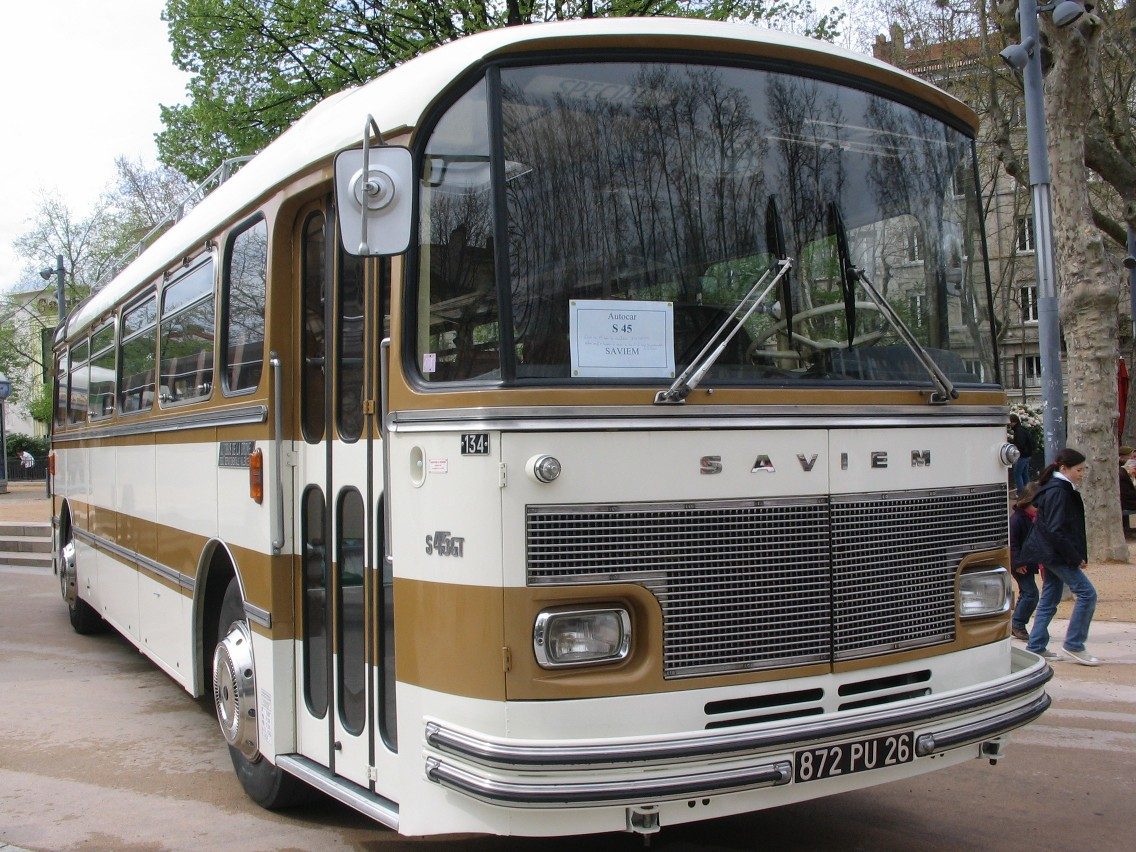
Saviem S 45 GT (1972), propriété de la SRADDA.

### Dimensions

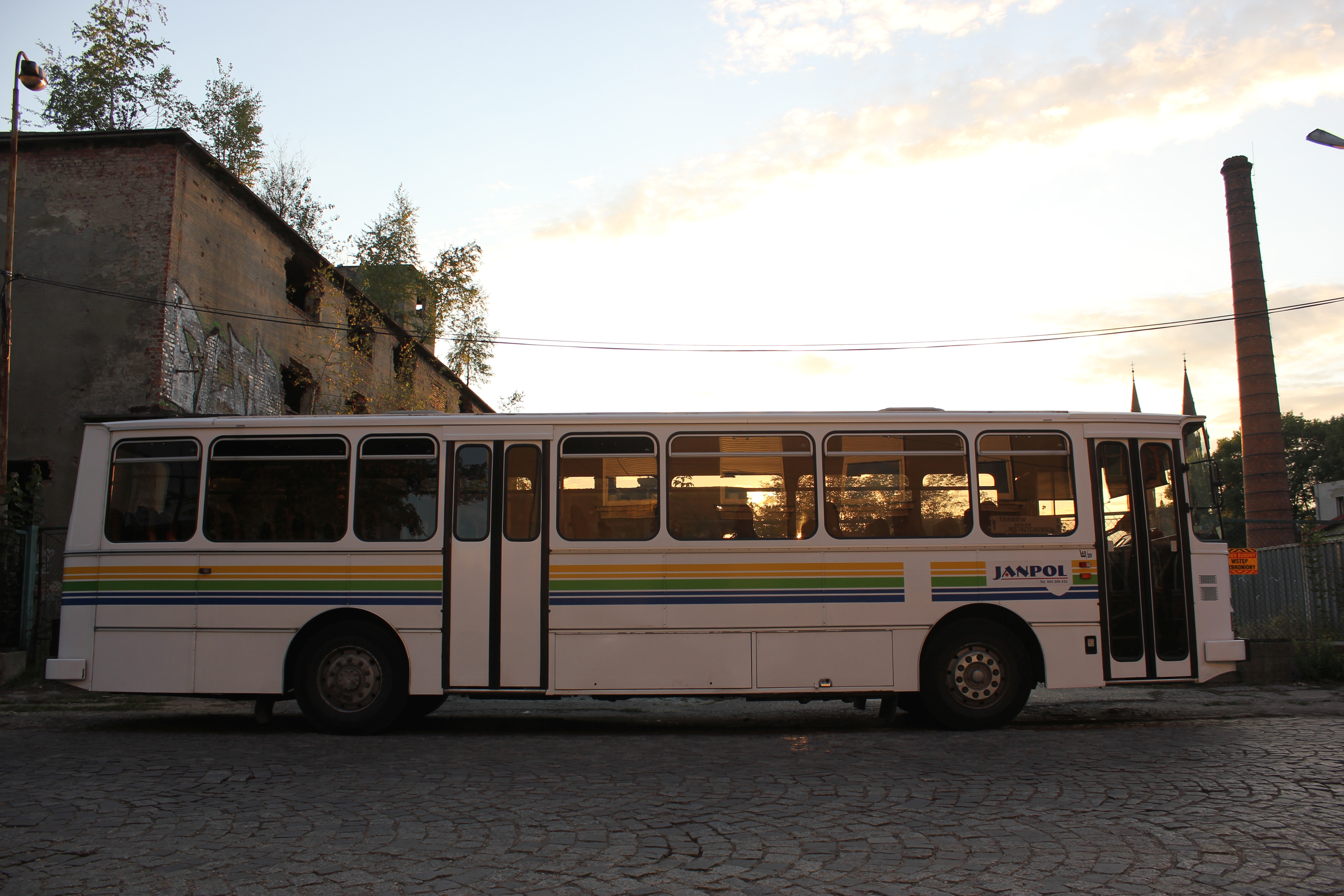

|                                   | Saviem/Renault S 45 | Saviem/Renault S 53         | Saviem/Renault S 105 |
| --------------------------------- | ------------------- | --------------------------- | -------------------- |
| Longueur                          |                     | 11 375 mm                   |                      |
| Largeur (sans rétroviseurs)       | 2 500 mm            | 2 500 mm                    | 2 500 mm             |
| Hauteur (sans climatisation)      |                     | 3 014 mm                    |                      |
| Empattement                       |                     | 5 580 mm                    |                      |
| Porte-à-faux                      |                     | AV : 2 740 mm AR : 3 055 mm |                      |
| Rayon de braquage                 |                     | 8 800°                      |                      |
| Angle d'attaque / Fuite           |                     | 10 800°                     |                      |
| Masse à vide                      |                     | 9 230 kg                    |                      |
| P.T.A.C.                          |                     | 14 500 kg                   |                      |
| Capacité : assis + debout = maxi* | 45 assis            | 53 assis                    | 105 maxi             |
| Rangements coffre                 |                     | 3 000 m3                    |                      |
| Portes                            | 2                   | 2                           | 2 ou 3               |
| Hauteur du plancher               |                     | 0 902 mm                    |                      |
| Réservoir à combustible           |                     |                             |                      |

### Motorisations
Les véhicules pouvaient être, au choix du transporteur, équipés soit d'un moteur diesel français Fulgur de 150 ch ou d'un moteur diesel allemand MAN de 7 litres et 165 ch (S 45 GT, S 53 M et S 105 M). À l'automne 1970, les versions 170 ch s'équipent d'un moteur MAN DO846 HM42U jusqu'à leur fin de carrière en 1993.
| Modèle                                                | Construction | Moteur + Nom                                | Norme Euro               | Cylindrée         | Performance                  | Couple               | Vitesse maxi | Consommation + CO2    |
| Saviem S 45 / S 53 / S 105 (boite manuelle 6)         | 1964 - 1977  | 6 cylindres en ligne Fulgur type F646       | Aucune norme             | 6 800 cm3 (6,8 L) | 100 kW (150 ch) à ... tr/min | ... N m à ... tr/min | ... km/h     | ... l/100 km ... g/km |
| Saviem S 45 GT / S 53 M / S 105 M (boite manuelle 6)  | 1964 - 1970  | 6 cylindres en ligne MAN DO836              | Aucune norme             | 7 000 cm3 (7,0 L) | 121 kW (165 ch)              |                      |              |                       |
| Saviem S 45 GT / S 53 M / S 105 M (boite manuelle)    | 1970 - 1977  | 6 cylindres en ligne couché MAN 846 HM42U   | Aucune norme             | 7 000 cm3 (7,0 L) | 125 kW (170 ch)              |                      |              |                       |

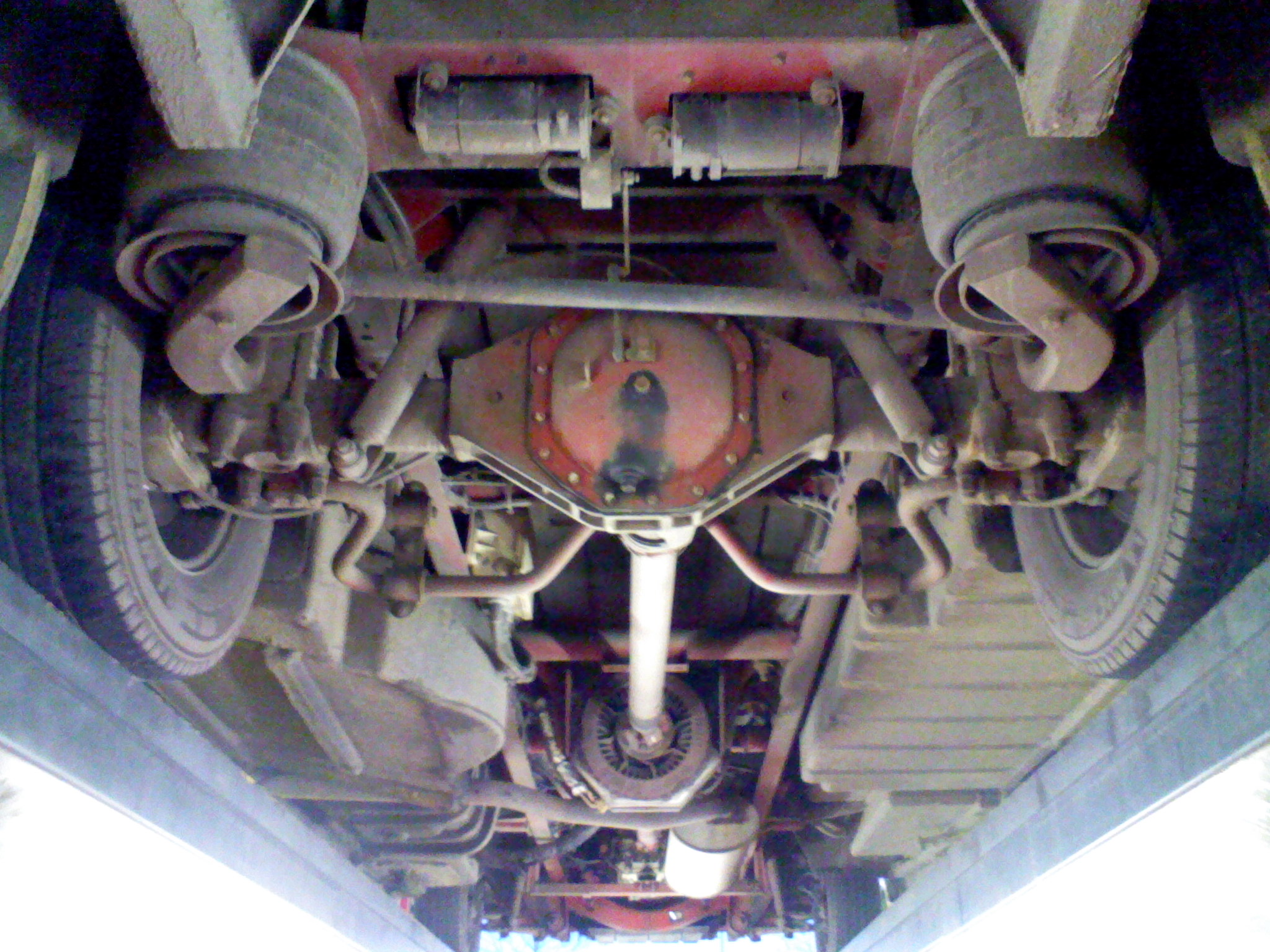

| Renault S 45 R / S 53 R / S 105 R (boite manuelle)    | 1977 - 1987  | 6 cylindres en ligne couché MAN 846 HM42U   | Aucune norme             |                   |                              |                      |              |                       |
| Renault S 45 RX / S 53 RX / S 105 RX (boite manuelle) | 1987 - 1993  | 6 cylindres en ligne couché MAN D0846 HM42U | Aucune norme puis Euro 0 | 7 000 cm3 (7,0 L) | 121 kW (165 ch)              |                      |              |                       |

### Options et accessoires

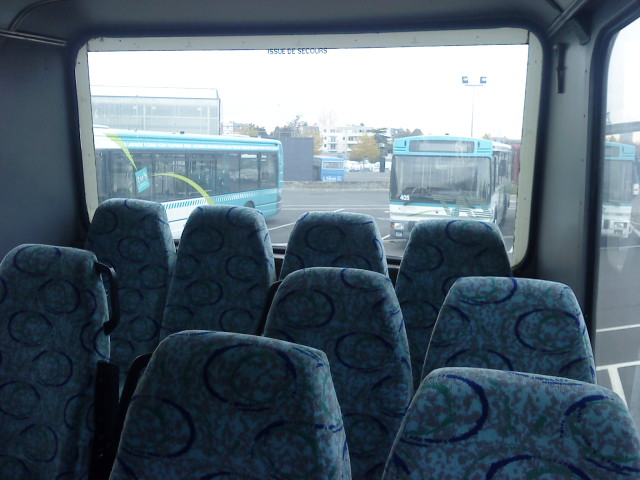